# Brampton Honey Badgers
Brampton Honey Badgers es un equipo de baloncesto canadiense que juega en la CEBL, la primera competición profesional de su país. Tiene su sede en la ciudad de Brampton, Ontario, y disputa sus partidos como local en el CAA Centre, con capacidad para 5.000 espectadores.

## Historia
El 2 de mayo de 2018, la Canadian Elite Basketball League anunció a Hamilton, Ontario, como uno de los seis equipos originales para su temporada inaugural a partir de mayo de 2019. El 12 de junio de 2018, en una conferencia de prensa, la CEBL anunció el logo y el nombre de su franquicia Hamilton como Hamilton Honey Badgers (tejones de la miel), un apodo inspirado en el animal más intrépido del mundo. El equipo también anunció la contratación del exejecutivo de los Toronto Raptors, John Lashway, como presidente del equipo. El 19 de diciembre de 2019, la organización nombró a Jermaine Anderson como nuevo director general del equipo.
Los Honey Badgers ganaron su primer partido, como local sobre Edmonton Stingers, 103–86 el 12 de mayo de 2019. Llegaron a los playoffs y derrotaron a los Niagara River Lions, pero perdieron en las finales de la CEBL ante los Saskatchewan Rattlers. Ganaron su primer título el 14 de agosto de 2022, contra los Scarborough Shooting Stars, 90–88, consiguiendo el acceso a la Liga de Campeones de Baloncesto de las Américas 2022-23.
El 28 de noviembre de 2022, la liga anunció que debido a renovaciones en el FirstOntario Centre, su pabellón hasta ese momento, los Honey Badgers se habían mudado a Brampton de forma permanente.

## Palmarés
- CEBL

Campeones (1): 2022

## Trayectoria
|  | Indica temporada en la que fueron campeones |

| Liga  | Temporada       | Entrenador | Temporada regular | Temporada regular | Temporada regular | Temporada regular | Playoffs | Playoffs | Playoffs                   | Playoffs  |
| Liga  | Temporada       | Entrenador | Ganados           | Perdidos          | % Ganados         | Puesto            | Ganados  | Perdidos | % ganados                  | Resultado |
| ----- | --------------- | ---------- | ----------------- | ----------------- | ----------------- | ----------------- | -------- | -------- | -------------------------- | --------- |
| CEBL  |                 |            |                   |                   |                   |                   |          |          |                            |           |
| 2019  | Chantal Vallée  | 10         | 10                | .500              | 4.º               | 1                 | 1        | .500     | Pierde finales             |           |
| 2020  | Ryan Schmidt    | 3          | 3                 | .500              | 3.º               | 1                 | 1        | .500     | Pierde semifinales         |           |
| 2021  | Ryan Schmidt    | 9          | 5                 | .643              | 3.º               | 0                 | 1        | .000     | Pierde cuartos de final    |           |
| 2022  | Ryan Schmidt    | 14         | 6                 | .700              | 1.º               | 2                 | 0        | 1.000    | Gana Campeonato de la CEBL |           |
| 2023  | Antoine Broxsie | 8          | 12                | .400              | 4.º Este          | 0                 | 1        | .000     | Pierde Play-in             |           |
| Total | Total           | Total      | 44                | 36                | .550              | —                 | 4        | 4        | .500                       |           |